# Saxophone Grafton

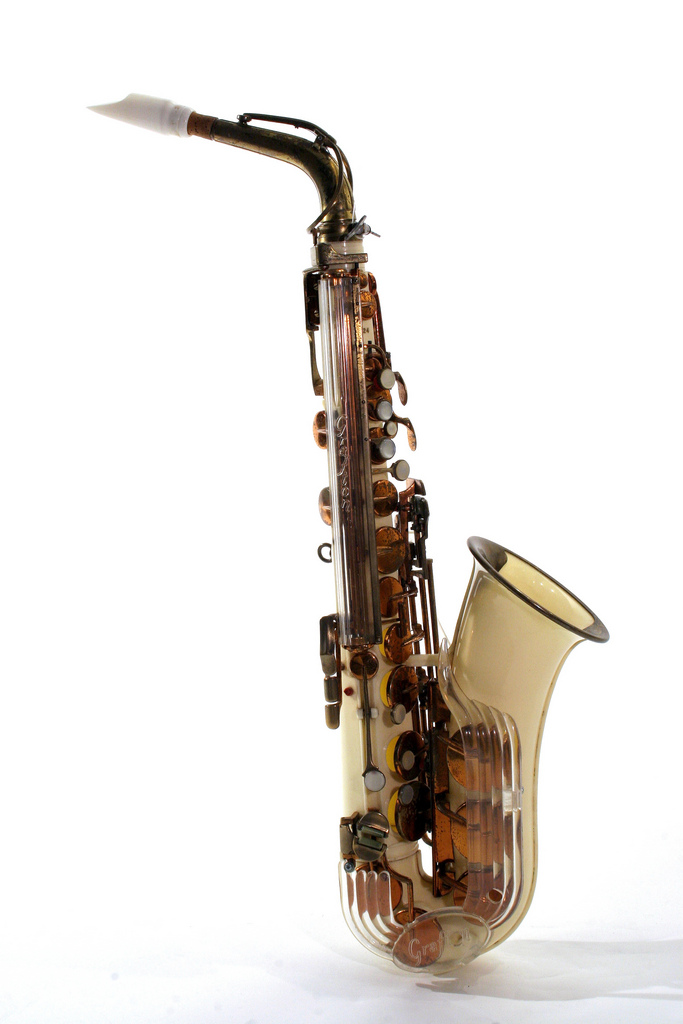
Un saxophone Grafton.

Le saxophone Grafton est un instrument de musique. Il s'agit d'un saxophone alto en plastique acrylique de couleur crème. « Grafton » est le nom l'entreprise britannique qui l'a conçu et commercialisé.
Cet instrument n'a été disponible dans le commerce que pendant une dizaine d'années, du début des années 1950 au début des années 1960. Son principal argument de vente était son prix de 55 £, soit moitié moins qu'un saxophone ordinaire, le polyméthacrylate de méthyle étant moins coûteux que le laiton dont est traditionnellement fait cet instrument. Cependant, ce matériau le rend également beaucoup plus fragile et difficile à réparer.
Bien qu'il s'agisse d'un instrument à bas prix, le saxophone Grafton a attiré l'attention de plusieurs musiciens de jazz célèbres. Charlie Parker en utilise un lors du concert immortalisé sur le disque Jazz at Massey Hall (1953), de même qu'Ornette Coleman sur son album The Shape of Jazz to Come (1959).